# Recensământul Statelor Unite ale Americii din 1930
Recensământul Statelor Unite ale Americii din 1930 (engleză United States Census, 1930, conform originalului The United States Census of 1930) a fost cel de-al cincisprezecelea din recensămintele efectuate o dată la zece ani în Statele Unite ale Americii, fiind al cincisprezecelea dintr-o serie ce cuprinde azi 23 de calculări ale populației Uniunii. 
Cel de-al Cincisprezecelea Recensământ al Statelor Unite, efectuat și coordonat de Oficiul de Recenzie al Statelor Unite ale Americii, a determinat populația rezidentă a Uniunii de a fi de 123.202.624, ceea ce reprezintă o creștere de 16,21 % față de 106.021.537 persoane (rezultat final) înregistrate în timpul recensământului anterior, cel din 1920. 

## Componența Statelor Unite ale Americii în 1930

Animaţie prezentând ordinea intrării statelor în Uniune (1776 - 1959)

În 1930, la data încheierii recensământului, Statele Unite aveau 48 de state, Uniunea fiind constituită din cele 48 de state, care constituiseră Uniunea în 1920, anul celui de-al patrusprezecelea recensământ. 
După admiterea statelor New Mexico, la 6 ianuarie 1912 și Arizona, la 14 februarie 1912, ca cel de-al 47-lea, respectiv cel de-al 48-lea state ale Uniunii, pentru următorii 47 de ani, (1912 - 1959), nici un alt teritoriu al Statelor Unite nu va deveni stat al acestora.  Doar în 1959, alte două state se vor alătura Uniunii, Alaska și Hawaii, ridicând numărul entităților componente ale Uniunii la cel actual, 50. 